# Forgotten Realms
Forgotten Realms (с англ. — «Забытые Королевства») — наиболее известный игровой мир для ролевой игры «Dungeons & Dragons» («D&D»), созданный канадским писателем и разработчиком игр Эдом Гринвудом. «Королевства» стали самым популярным из миров «D&D» в 1990-е и 2000-е годы благодаря романам Роберта Сальваторе, а также сериям компьютерных игр «Baldur’s Gate», «Icewind Dale» и «Neverwinter Nights». Наибольшее внимание в сеттинге уделяется континенту под названием Фейрун, части планеты Абир-Торил.
Это хорошо проработанный обширный фантастический мир, в котором много персонажей, мест и событий, описанных в длинном списке игровых продуктов, романов и приложений, издаваемых с конца 1980-х годов. Сейчас это один из нескольких сеттингов для «D&D», которые официально издаются и развиваются компанией «Wizards of the Coast», наряду с «Eberron», «Dark Sun» и «Gamma World». Именно в нём происходит действие фильма «Подземелья и драконы: Честь среди воров» (2023). Художественная литература по миру «Forgotten Realms» массово стала издаваться на русском языке после 2004 года. Игровая литература (полухудожественная, описывающая механику, устройство и тонкости мира) на русском языке официально не издавалась, однако в русском сегменте Интернета можно найти неофициальные переводы.

## История сеттинга

### Первое издание
Изначально Гринвуд создал Forgotten Realms для проведения собственных приключенческих кампаний, после чего он стал печатать небольшие статьи, описывающие этот мир в журнале «Дракон» (Dragon Magazine). Хотя Королевства ещё не были полностью официальным игровым миром, первое приключение по нему, H1 Bloodstone Pass (Проход Кровавого Камня), было выпущено в 1985 году компанией TSR. Первый полностью официальный Набор Кампании Забытых Королевств (Forgotten Realms Campaign Set) был выпущен несколько позже, в 1987 году, в виде коробочного набора из двух книг и четырёх больших карт, разработанных Эдом Гринвудом совместно с Джеффом Граббом и Кареном Мортином.

### Конец 1980-х — середина 1990-х
После успеха Набора Кампании Забытых Королевств в мае 1987 г. был опубликован первый роман по этому миру, «Тёмные силы над Муншаез» (первый в «Трилогии Муншаез») Дугласа Найлза. В следующем году увидел свет первый роман о приключениях очень популярного персонажа, Дриззта До’Урдена, который затем появился ещё в семнадцати романах, многие из которых входили в список бестселлеров New York Times. В 1988 г. вышла в свет первая компьютерная ролевая игра по миру Забытых Королевств, Pool of Radiance, выпущенная компанией SSI. Игра была довольно популярна и получила несколько продолжений.
Сеттинг был переработан в 1993 г., чтобы соответствовать новой второй редакции системы правил Advanced Dungeons & Dragons (AD&D), тогда был выпущен Сеттинг Кампании Забытых Королевств (Forgotten Realms Campaign Setting), включавший три книги и карточки с дополнительными монстрами. Дополнительные игровые материалы для сеттинга, а также множество романов разных авторов, постоянно выпускались на протяжении 1990-х.

### Конец 1990-х — наши дни
В 1998 году вышла игра Baldur's Gate, первая в линейке популярных компьютерных ролевых игр, выпущенных компанией Bioware для персонального компьютера. У игры было несколько продолжений, наиболее известные из которых Baldur's Gate II: Shadows of Amn (2000) и Baldur's Gate II: Throne of Bhaal, Icewind Dale — отдельная игра, но выпущенная на том же движке. Некоторые популярные персонажи Забытых Королевств, такие как Дриззт До’Урден и Эльминстер, эпизодически появлялись в этих играх.
После выхода пересмотренной третьей редакции правил Dungeons & Dragons, выпущенной в 2000 году компанией Wizards of the Coast, набор кампании Забытых Королевств тоже был пересмотрен в 2001 году. Вскоре вышли компьютерные игры Neverwinter Nights и Icewind Dale 2, действия которых также происходило в мире Forgotten Realms, а ролевая система была основана на правилах D&D 3-й редакции. Neverwinter Nights получила большую известность, к ней вышло несколько официальных дополнений и огромное количество неофициальных. Icewind Dale 2 же, в первый раз дала возможность поиграть за подрасы, такие как дроу, тифлинг и т. д. Позже вышла Neverwinter Nights 2. Система в ней была основана уже на версии правил 3.5 редакции Dungeons & Dragons.
В августе 2008 года вышел набор кампании по четвёртому изданию (июнь того же года), в состав которого вошли обновлённая информация о мире, проработанный игровой город, новые монстры и NPC, а также цветная карта Фейруна. На обложке книги изображён дроу-следопыт Дриззт До’Урден. Позже книга была переиздана.
С 2009 года на форуме Долина Теней была подхвачена эстафетная палочка переводов художественной литературы по «Забытым Королевствам». На момент августа 2011 года фанатами были переведены: трилогия «Кающейся леди» Лизы Смедман, «Расколотая равнина» Томаса Рейда, «Руины» Ричарда Ли Байерса, «Король призраков» и «Гонтлгрим» Роберта Энтони Сальваторе, а также десятки рассказов из антологий. Все переводы находятся в свободном доступе и доступ к ним может получить любой желающий.
В настоящее время официально на русский язык художественные книги из серии «Забытые Королевства» переводиться и издаваться перестали. По словам издательства «FANтастика» серия дальше если и будет издаваться, то только в «клубном издании».
«Издательство Фантастика Книжный Клуб» получило разрешение на публикацию в России книг и комиксов Forgotten Realms и DragonLance.
Первая книга пакета одобрена — это омнибус «Темный Эльф». Издание увеличенного формата (70х100/16) на белой бумаге, выборочное лакирование. В текст внесены некоторые правки ономастики. Ориентировочная дата выхода — начало сентября 2014 года.
В сентябре-октябре также выйдут «Невервинтер» и «Антология Легенд».
В мае 2011 свет увидел Daggerdale, Action RPG, адаптированную под консоли в большей степени, а на конец 2011 была анонсирована онлайновая многопользовательская игра — Neverwinter. Wizards of the Coast создала торговую марку Neverwinter, под которой выпускают, как художественную (трилогия Сальваторе), игровую (Neverwinter Campaign Setting) литературу, так и компьютерные игры (вышеупомянутый Neverwinter).

## Сведения о мире

### География
На планете Торил или Абир-Торил есть несколько частей света: Фейрун, на котором фокусируется сеттинг, Кара-Тур (мир средневекового Востока), Закхара (мир арабских сказок), Мацтика (мир доколумбовой Америки) и ещё не открытые и не описанные континенты.
Фаэрун находится в северо-западной части основного материка Торила. К востоку от него простираются бескрайние степи Земли Орды, по которым кочуют многочисленные племена варваров-кочевников. Эти земли зовутся также Бесконечной Пустошью. Живущие там кочевники называют свою землю Таан. На юге, по берегу Великого Моря лежит Земля Судьбы, Закхара. На северо-западе лежит Север. Этот негостеприимный регион простирается от побережья Моря Плавающих Льдов до песков Анорача, от Хребта Мира до Вотердипа, а под поверхностью на многие мили вглубь земли тянутся бесконечные пещеры Подземья.

### Религия
Религия играет важную роль в мире Забытых Королевств. Существует несколько расовых и географических пантеонов, каждый из которых насчитывает большое количество богов разной степени силы. В целом они напоминают греческий пантеон, лишь с тем отличием, что между богами нет родственной связи. Боги влияют на все аспекты жизни обитателей мира — фактически мир ЗК — это арена их борьбы за последователей, а как следствие за могущество. Их вмешательство в дела смертных не ограничивается лишь божественными силами, но и прямым вмешательством через свои церкви, а также аватаров (смертных воплощений богов). В результате заговора нескольких тёмных богов в мире ЗК произошли события, известные как Смутное время или Кризис Аватаров, во время которых боги были свергнуты в облике смертных аватаров на земли Фейруна. Это время длилось не больше года, но обернулось страшными катастрофами для некоторых земель, а также гибелью нескольких богов и обожествлением нескольких смертных.

## Наиболее известные книги по Забытым Королевствам
На данный момент по Королевствам написано около 230 художественных произведений. Их официальным изданием на русском языке занимается издательский центр «Максима».

### Роберт Сальваторе
- Трилогия «Тёмный эльф» (The Dark Elf Trilogy)
- Трилогия «Долина Ледяного Ветра» (The Icewind Dale Trilogy)
- Тетралогия «Наследие Дроу» (Legacy of the Drow)
- Трилогия «Тёмные тропы» (Paths of Darkness)
- Трилогия «Клинки Охотника» (The Hunter’s Blades Trilogy)
- Трилогия «Превращения» (Transitions Trilogy)
- Трилогия «Наёмные Мечи» (The Sellswords Trilogy)
- «Невервинтер» (Neverwinter):
- Серия «Квинтет Клерика» (Cleric Quintet)
- Серия «Камень Тиморы» (Stone of Tymora)/ Соавтор: Джено Сальваторе

### Кейт Новак,Джефф Грабб
- Трилогия «Путеводный камень» (Finder’s Stone Trilogy)

### Дуглас Найлз
- Муншае (Moonshae Trilogy)
- Дом Друида (Druidhome Trilogy)
- Мацтика (The Maztica Trilogy)

### Элейн Каннингем
- Песни и мечи (Songs & Swords)
- Звёздный свет и тени (Starlight & Shadows)
- Советники и короли (Counselors & Kings)
- Эвермит: остров эльфов (Evermeet: Island of Elves)

### Эд Гринвуд
- Сага об Эльминстере (The Elminster Series)
- Тень аватаров (Shadow of the Avatar)
- Рыцари Миф Драннора (The Knights of Myth Drannor)
- Сага о Шандриле (Shandril’s Saga)
- Сага Долины Теней (The Sage of Shadowdale)

### Лиза Смедман
- Кающаяся Леди (The Lady Penitent)
- Дом Змей (House of Serpents)

### Ричард Ли Байерс
- Год бешеных драконов (The Year of Rogue Dragons)
- Проклятые земли (The Haunted Lands)
- Братство Грифона (Brotherhood of the Griffon)

### Пол Кемп
- Эревис Кейл (Erevis Cale)
- Сумеречная Война (The Twilight War)

### Брюс Корделл
- Царство Аболетов (Abolethic Sovereignty)

### Томас Рейд
- The Empyrean Odyssey (Небесные скитания)
- The Scions of Arrabar (Цвета Аррабара)

### Полухудожественная и игровая литература
- Forgotten Realms Campaign Setting
- Player`s Guide to Faerun
- Underdark
- Champions of Ruin
- Champions of Valor
- Silver Marches и другие путеводители по различным областям Фаэруна.
- Lords of Darkness

## Наиболее известные серии игр по Забытым Королевствам
- Серия Gold Box:
  - Pool of Radiance (1988)
  - Hillsfar (1988)
  - Curse of the Azure Bonds (1989)
  - Secret of the Silver Blades (1990)
  - Pools of Darkness (1991)
  - Gateway to the Savage Frontier (1991)
  - Treasures of the Savage Frontier (1992)
- Серия Eye of the Beholder:
  - Eye of the Beholder (1991)
  - Eye of the Beholder II: The Legend of Darkmoon (1992)
  - Eye of the Beholder III: Assault on Myth Drannor (1993)
- Серия Baldur’s Gate:
  - Baldur's Gate (1998)
  - Baldur's Gate: Tales of the Sword Coast (1999)
  - Baldur's Gate 2: Shadows of Amn (2000)
  - Baldur's Gate 2: Throne of Bhaal (2001)
  - Baldur's Gate 3 (2023)
- Серия Icewind Dale:
  - Icewind Dale (2000)
  - Icewind Dale: Heart of Winter (2000)
  - Icewind Dale 2 (2002)
- Серия Neverwinter Nights:
  - Neverwinter Nights (1991)
  - Neverwinter Nights (2002)
  - Neverwinter Nights 2 (2006)
- Unlimited Adventures (1993)
- Dungeon Hack (1994)
- Menzoberranzan (1994)
- Descent to the Undermountain (1997)
- Pool of Radiance: Ruins of Myth Drannor (2001)
- Forgotten Realms: Demon Stone (2004)
- Neverwinter (2013)
- Dungeons & Dragons: Arena of War (2013)
- Sword Coast Legends (2015)

### Вики-проекты
- Статья о Forgotten Realms в «Планарной энциклопедии»
- Статья о Forgotten Realms в BG Wiki
- Википедия о Forgotten Realms (англ)

#### Сайты
- Официальный сайт (англ)
- Кэндлкип — англоязычный фанатский сайт